# Euphorbia petiolata
Euphorbia petiolata là một loài thực vật có hoa trong họ Đại kích. Loài này được Banks & Sol. mô tả khoa học đầu tiên năm 1794.